# National Consultative Council (Osttimor)
Der National Consultative Council NCC übernahm in Osttimor während der Übergangsverwaltung der Vereinten Nationen (UNTAET) die Rolle der Vertretung der Bevölkerung.

## Geschichte
1999 war die 25-jährige Besatzung beendet worden und die Vereinten Nationen übernahmen die Verantwortung für das Territorium. Am 17. November 1999 übernahm Sérgio Vieira de Mello als neuer UN-Sondergesandter in Dili seine Aufgabe als Übergangsverwalter Osttimors. Bereits im Oktober hatte er die 15 Mitglieder des NCC ernannt, die die Rolle eines Parlaments übernehmen sollten. Die offizielle Gründung wurde am 2. Dezember 1999 durch die UNTAET Regulation No. 1999/2 vollzogen.
Am 12. Juli 2000 stellte der NCC ein Übergangskabinett auf. Auch wenn die Auswahl der osttimoresischen Mitglieder de jure Mello zustand, überließ er diese Xanana Gusmão.
Am 21. Juni 2000 vereinbarten UNTAET und der CNR die Neuordnung des NCC. Der 36-köpfige National Council trat am 23. Oktober 2000 zusammen und löste den NCC ab.

## Mitglieder
Xanana Gusmão, der Präsident des Conselho Nacional de Resistência Timorense (CNRT), wurde Sprecher des NCC. Zum NCC gehörten sieben Repräsentanten des CNRT, drei Vertretern politischer Parteien außerhalb des CNRT und ein Vertreter der Katholischen Kirche in Osttimor. Dazu kamen Sérgio Vieira de Mello und drei weitere UNTAET-Mitglieder. So die Angaben laut Statut. Die reale Liste sah anders aus.
1. Xanana Gusmão (CNRT)[4]
2. Sérgio Vieira de Mello (UNTAET)[4]
3. Alexandre Magno Ximenes (UDC/CNRT)[4]
4. Maria Angela Freitas (Partido Trabalhista/CNRT)[4]
5. Cipriana da Costa Pereira (FRETILIN/CNRT)[4]
6. Salvador Ximenes Soares (BRTT)[4]
7. José Estevão Soares (Pro-Integration)[4]
8. Padre José António da Costa (katholische Kirche)[4]
9. Avelino Coelho da Silva (PST/CNRT)[4]
10. Laurentino Domingos Luis de Gusmão (APODETI)[4]
11. Maria Lacruna (UDT/CNRT)[4][5]
12. Clementino dos Reis Amaral (KOTA/CNRT)[4]
13. Aliança Araújo (PNT)[4]
14. Ágio Pereira (PSD/CNRT)[4]
15. Maria Genoveva da Costa Martins[6]